# Mistrzostwa Świata w Biegu na Orientację 1983
Mistrzostwa Świata w Biegu na Orientację 1983 – odbyły się w dniach 1–4 sierpnia 1983 roku w Zalaegerzeg (Węgry). Zawody odbyły się w dwóch konkurencjach: bieg indywidualny i sztafety.

## Wyniki
| Bieg indywidualny                                                     | Bieg indywidualny | Bieg indywidualny | Bieg indywidualny |
| --------------------------------------------------------------------- | ----------------- | ----------------- | ----------------- |
| Parametry trasy: 14,0 km, 24 punktów kontrolnych, 850 m przewyższenia |                   |                   |                   |
| Miejsce                                                               | Kraj              | Imię i nazwisko   | Czas              |
| 1                                                                     | Norwegia          | Morten Berglia    | 1:36:31           |
| 2                                                                     | Norwegia          | Øyvin Thon        | 1:38:51           |
| 3                                                                     | Norwegia          | Sigurd Daehli     | 1:41:00           |

| Sztafety                                                               | Sztafety       | Sztafety                                                        | Sztafety |
| ---------------------------------------------------------------------- | -------------- | --------------------------------------------------------------- | -------- |
| Parametry tras: 11,0–11,8km, 16 punktów kontrolnych, ? m przewyższenia |                |                                                                 |          |
| Miejsce                                                                | Kraj           | Imię i nazwisko                                                 | Czas     |
| 1                                                                      | Norwegia       | Morten Berglia Øyvin Thon Tore Sagvolden Harald Thon            | 3:52:29  |
| 2                                                                      | Czechosłowacja | Vlastimil Uchytil Pavel Ditrych Josef Pollak Jaroslav Kacmarcik | 3:54:17  |
| 3                                                                      | Szwecja        | Bengt Levin Kjell Lauri Lars Lönnkvist Kent Olsson              | 3:54:21  |

| Bieg indywidualny                                                    | Bieg indywidualny | Bieg indywidualny   | Bieg indywidualny |
| -------------------------------------------------------------------- | ----------------- | ------------------- | ----------------- |
| Parametry trasy: 8,1 km, 18 punktów kontrolnych, 520 m przewyższenia |                   |                     |                   |
| Miejsce                                                              | Kraj              | Imię i nazwisko     | Czas              |
| 1                                                                    | Szwecja           | Annichen Kringstad  | 1:08:32           |
| 2                                                                    | Szwecja           | Marita Skogum       | 1:16:05           |
| 3                                                                    | Finlandia         | Annariitta Kottonen | 1:16:11           |

| Sztafety                                                              | Sztafety       | Sztafety                                                    | Sztafety |
| --------------------------------------------------------------------- | -------------- | ----------------------------------------------------------- | -------- |
| Parametry tras: 7,8–8,2 km, 10 punktów kontrolnych, ? m przewyższenia |                |                                                             |          |
| Miejsce                                                               | Kraj           | Imię i nazwisko                                             | Czas     |
| 1                                                                     | Szwecja        | Karin Rabe Marita Skogum Kerstin Mansson Annichen Kringstad | 3:10:25  |
| 2                                                                     | Czechosłowacja | Iva Kalibanová Eva Bartová Jana Hlavacová Ada Kucharová     | 3:16:54  |
| 3                                                                     | Dania          | Matte Filskov Hanne Birke Karin Jexner Dorthe Hansen        | 3:24:45  |